# Георги Антонов (революционер)
Георги Костов Антонов още Андонов или Дончев, известен като Георги Куманичевчето, е български предприемач и революционер, деец на Вътрешната македоно-одринска революционна организация.

## Биография
Роден е в 1863 година в костурското село Куманичево, тогава в Османската империя, днес Лития, Гърция. Заминава за Солун, където отваря гостилница с шкембеджийница в квартал Вардар Капия. Посветен е за член на организацията още от основаването на ВМОРО в Солун. Заведението служи за сборен пункт на революционери и терористи на организацията и служи за тайна свръзка на Централния комитет в Солун с ръководните лица и куриери от околните села и провинциалните градове. В гостилницата идват Христо Татарчев, Иван Гарванов и други ръководители на ВМОРО. По тяхно нареждане Антонов настанява и храни пребиваващи или проходящи нелегални дейци и терористи. Заведението служи и за таен пункт за размяна на кореспонденция, разпространяване на революционна литература в провинцията, снабдяване с взривни вещества, оръжие и други. След Солунските атентати Антонов минава в нелегалност и става четник при Христо Бабаеленов. Заловен е от османските власти, докато изпълнява революционна дейност по разузнаване на положението на османските войски във Влахоклисура, измъчван е и е хвърлен в затвора. След избухването на Илинденско-Преображенското въстание е освободен от въстанически чети. Присъединява се към слеската чета и действа с нея до края на въстанието. Участва в сраженията при превземането на Невеска, в голямото сражение над Загоричани и Бобища на Върбица, в сражението при Чанища и други. След въстанието става легален по общата амнистия. Тъй като родното му село е опожарено, се връща в Солун, но гостилницата му е ограбена. Заминава за Свободна България, където се установява във Варна и където живее към 1943 година.
На 16 април 1943 година подава молба за българска народна пенсия, която е одобрена и пенсията е отпусната от Министерския съвет на Царство България.